# Mandy (film 1952)
Mandy (noto anche come Mandy - La piccola sordomuta) è un film britannico del 1952 diretto da Alexander Mackendrick, basato sul romanzo The Day Is Ours di Hilda Lewis. La pellicola esamina i metodi educativi per persone non udenti degli Anni Cinquanta, oltre che mostrare il punto di vista di una bambina sorda.

## Trama
Christine e Harry Garland sono una coppia sposata con una figlia di nome Mandy. A due anni Mandy non parla e sembra non riuscire a entrare in contatto con le persone che la circondano; i genitori apprendono con sgomento che la bambina è sorda e rimarrà tale per il resto della vita. Harry si rifiuta di iscrivere la figlia a una scuola speciale per sordi, preferendo tenerla in casa per farla educare dalla madre e dai nonni, ma in questo modo Mandy cresce alienandosi sempre di più con gli altri. Quando Mandy ha sei anni, Christine decide, contro la volontà del marito, di mandarla a una scuola per non udenti affinché impari a parlare e ciò mette a dura prova il matrimonio dei Garland, tanto che Christine e Mandy se ne vanno da casa.
Dopo un'iniziale resistenza, alla scuola per sordi Mandy fa sempre maggiori progressi. Nel frattempo, Christine sviluppa una relazione possibilmente romantica con Dick Searle, preside dell'istituto; ciò porta a ulteriori dissidi tra la donna e Harry, il quale una sera si confronta coi due e porta Mandy a casa dei suoi genitori. La bambina si intristisce per la situazione e i genitori, durante un'altra discussione, riescono a chiarirsi per il bene della figlia. Mandy esce a giocare con altri bambini e per la prima volta dice il proprio nome quando le chiedono come si chiama, vista all'insaputa da Christine e Harry.

## Produzione
La sceneggiatura del film è stata scritta da Nigel Balchin e Jack Whittingham. Il film è stato girato agli Ealing Studios nella zona ovest di Londra e alle Royal Schools for the Deaf fuori da Manchester.

## Accoglienza
Mandy è stato il quinto film di maggior successo al botteghino in Inghilterra nel 1952. È stato candidato per sei premi BAFTA alla cerimonia dei British Academy Film Awards del 1953. Alexander Mackendrick ricevette il Premio Speciale della Giuria al Festival del Cinema di Venezia del 1952 per la regia e il film fu candidato per il Leone d'oro allo stesso festival.